# Boston Redskins 1936
La stagione 1936 dei Boston Redskins è stata la quinta della franchigia nella National Football League. Sotto la direzione del capo-allenatore Ray Flaherty la squadra ebbe un record di 7-5, terminando prima nella NFL Eastern. 
I Redskins ospitarono la finale di campionato contro i favoriti Green Bay Packers, campioni della Western Division con un record di 10–1–1 e con due vittorie nella stagione regolare contro Boston. La gara fu spostata dal proprietario George Preston Marshall da Fenway Park a Boston al Polo Grounds a New York per aumentare l'affluenza di pubblico. I Packers vinsero il titolo per 21–6.
Questa fu la prima stagione con un record positivo per i Redskins, oltre che la prima apparizione in finale. Fu anche l'ultima annata giocata a Boston; pochi giorni dopo la finale, Marshall annunciò il trasferimento nella sua città natale, Washington.

## Calendario
| Stagione regolare |                   |                        |           |
| Turno             | Data              | Avversario             | Risultato |
| 1                 | 13 dicembre 1936  | at Pittsburgh Pirates  | S 10–0    |
| 2                 | 20 settembre 1936 | at Philadelphia Eagles | V 26–3    |
| 3                 | 27 settembre 1936 | at Brooklyn Dodgers    | V 14–3    |
| 4                 | 4 ottobre 1936    | New York Giants        | S 7–0     |
| 5                 | 11 ottobre 1936   | at Green Bay Packers   | S 31–2    |
| 6                 | 18 ottobre 1936   | Philadelphia Eagles    | V 17–7    |
| 7                 | 25 ottobre 1936   | settimana di pausa     |           |
| 8                 | 1º novembre 1936  | Chicago Cardinals      | V 13–10   |
| 9                 | 8 novembre 1936   | Green Bay Packers      | S 7–3     |
| 10                | 15 novembre 1936  | Chicago Bears          | S 26–0    |
| 11                | 22 novembre 1936  | Brooklyn Dodgers       | V 30–6    |
| 12                | 29 novembre 1936  | Pittsburgh Pirates     | V 30–0    |
| 13                | 6 dicembre 1936   | at New York Giants     | V 14–0    |

### Playoff
| Playoff |                  |                   |           |
| Turno   | Data             | Avversario        | Risultato |
| Finale  | 13 dicembre 1936 | Green Bay Packers | S 21–6    |

## Classifiche
| NFL Eastern         |   |    |   |      |       |     |     |     |
|                     | V | S  | P | %    | DIV   | PF  | PS  | STR |
| Boston Redskins     | 7 | 5  | 0 | .583 | 6–2   | 149 | 110 | V3  |
| Pittsburgh Pirates  | 6 | 6  | 0 | .500 | 6–1   | 98  | 187 | S3  |
| New York Giants     | 5 | 6  | 1 | .455 | 3–3–1 | 115 | 163 | S1  |
| Brooklyn Dodgers    | 3 | 8  | 1 | .273 | 2–5–1 | 92  | 161 | S1  |
| Philadelphia Eagles | 1 | 11 | 0 | .083 | 1–7   | 51  | 206 | S11 |

Note: I pareggi non venivano conteggiati ai fini della classifica fino al 1972.